# Tiếng Môn
Tiếng Môn (ngheⓘ tiếng Môn: ဘာသာမန် [pʰiəsa moʊn]; tiếng Miến Điện: မွန်ဘာသာစကားlistenⓘ; tiếng Thái: ภาษามอญlistenⓘ; từng được gọi là tiếng Peguan và tiếng Talaing) là một ngôn ngữ Nam Á được nói bởi người Môn, một dân tộc sống tại Myanmar, Thái Lan và Lào. Tiếng Môn có phần giống với tiếng Khmer, tuy thuộc vùng ngôn ngữ Đông Nam Á lục địa nhưng lại không có thanh điệu. Tiếng Môn hiện được nói bởi khoảng một triệu người. Trong những năm gần đây, lượng người nói tiếng Môn suy giảm nghiêm trọng, đặc biệt trong giới trẻ, đa phần chỉ biết tiếng Miến Điện. Tại Myanmar, hầu hết người nói sống tại bang Mon, tiếp đến là vùng Tanintharyi và bang Kayin.
Chữ Môn là một hệ chữ viết xuất phát từ chữ Brahmi.

## Lịch sử

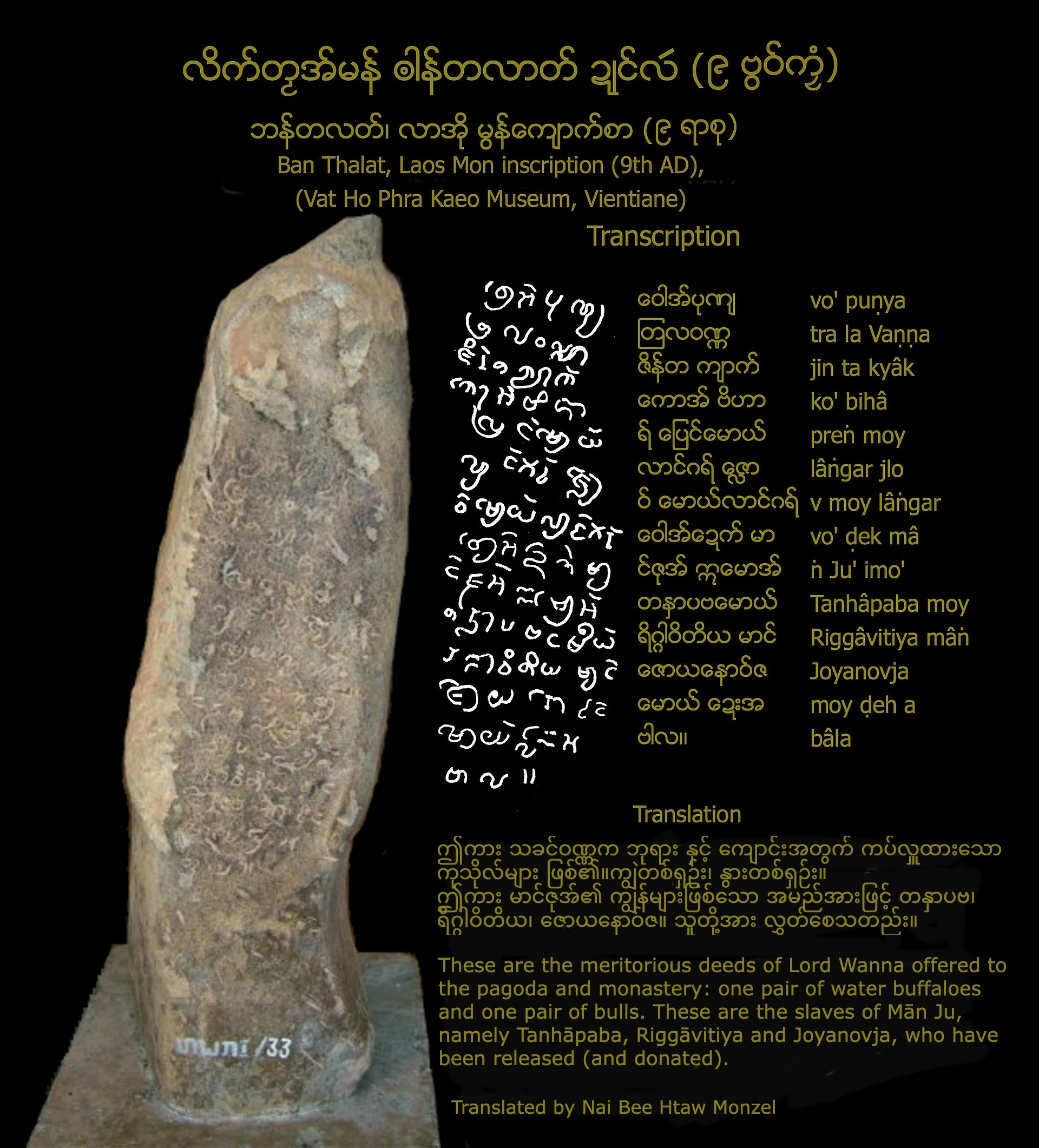
Bia đá khắc chữ Môn tại Ban Thalat, Lào.

Tiếng Môn từng là một ngôn ngữ quan trọng trong lịch sử Miến Điện. Cho đến thế kỷ 12, tiếng Môn là lingua franca của vùng thung lũng Irrawaddy - không chỉ được nói ở các vương quốc Môn vùng hạ Irrawaddy mà còn được nói ở Vương quốc Pagan thượng của người Bamar. Tiếng Môn vẫn được coi là một ngôn ngữ uy tín sau khi vương quốc Thaton của người Môn bị Pagan diệt vào năm 1057. Vua Kyansittha của Pagan (trị. 1084–1113) là người rất chuộng văn hóa Môn, tiếng Môn vì thế mà được bảo hộ dưới triều đại của ông.
Kyansittha cho dựng rất nhiều bia khắc chữ Môn; điển hình là bia ký Myazei, chép một câu chuyện ở bốn mặt bằng bốn thứ tiếng: Pali, Pyu, Môn và Miến. Tuy nhiên, sau khi Kyansittha băng hà, người Bamar bỏ học tiếng Môn và tiếng Miến Điện bắt đầu thay thế tiếng Môn và Pyu làm lingua franca.
Chữ khắc Môn từ tàn tích của vương quốc Dvaravati cũng rải rác khắp Thái Lan. Tuy nhiên, ta không rõ cư dân nơi đây là người Môn, người Mã Lai-Môn hay là người Khmer. Các vương quốc sau này như Lavo của Môn đều bị lệ thuộc Đế chế Khmer.
Sau khi Pagan sụp đổ, tiếng Môn một lần nữa trở thành lingua franca của vương quốc Hanthawaddy (1287–1539) Hạ Miến Điện, sau này vẫn là một khu vực chủ yếu nói tiếng Môn cho đến những năm 1800.

## Phương ngữ
Tiếng Môn Myanmar có ba phương ngữ chính, phân theo vùng định cư của người Môn. Đó là phương ngữ Trung (vùng quanh Mottama và Mawlamyine), phương ngữ Bago, và phương ngữ Ye. Tiếng Môn Thái có một số khác biệt biệt so với các phương ngữ tại Myanmar, nhưng vẫn thông hiểu được nhau.
Ethnologue liệt kê các phương ngữ tiếng Môn là Martaban-Moulmein (Trung Môn, Mon Te), Pegu (Mon Tang, Bắc Môn), và Ye (Mon Nya, Nam Môn).

## Ngữ âm

### Phụ âm
|           |               | Môi  | Răng | Ngạc cứng | Ngạc mềm | Thanh hầu |
| --------- | ------------- | ---- | ---- | --------- | -------- | --------- |
| Mũi       | Mũi           | m    | n    | ɲ         | ŋ        |           |
| Tắc       | không bật hơi | p    | t    | c         | k        | ʔ         |
| Tắc       | bật hơi       | pʰ   | tʰ   | cʰ        | kʰ       |           |
| Tắc       | hút vào       | ɓ~b2 | ɗ~d2 |           |          |           |
| Xát       | Xát           |      | s    | ç1        |          | h         |
| Vang      | Vang          | w    | r    | j         |          |           |
| Cạnh lưỡi | Cạnh lưỡi     |      | l    |           |          |           |

1. /ç/ chỉ được tìm thấy trong các từ mượn tiếng Miến.
2. Các âm hút vào không được dùng tại nhiều phương ngữ và trở thành âm bật ra.

### Nguyên âm
|          | Trước | Giữa | Sau |
| -------- | ----- | ---- | --- |
| Đóng     | i     |      | u   |
| Nửa đóng | e     | ə    | o   |
| Nửa mở   | ɛ     | ɐ    | ɔ   |
| Mở       | æ     | a    |     |